# Ibrahim Biçakçiu

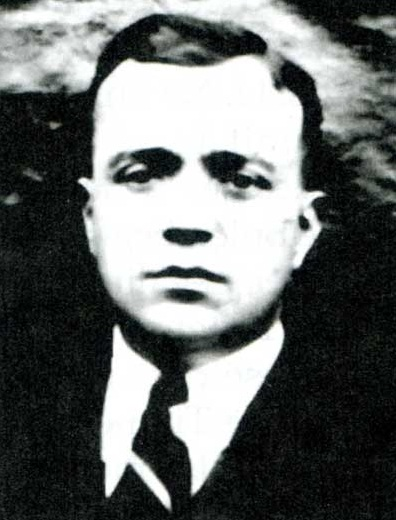
Ibrahim Biçakçiu

Ibrahim Aqif Bej Biçakçiu (auch bekannt als Ibrahim Biçaku, * 10. September 1905 in Elbasan, Osmanisches Reich; † 4. Januar 1977 in Elbasan, Albanien) war ein albanischer Agronom und vom 29. August bis zum 28. November 1944 Ministerpräsident Albaniens im Zweiten Weltkrieg unter deutscher Besatzung. Er war Mitglied der Balli Kombëtar.

## Leben

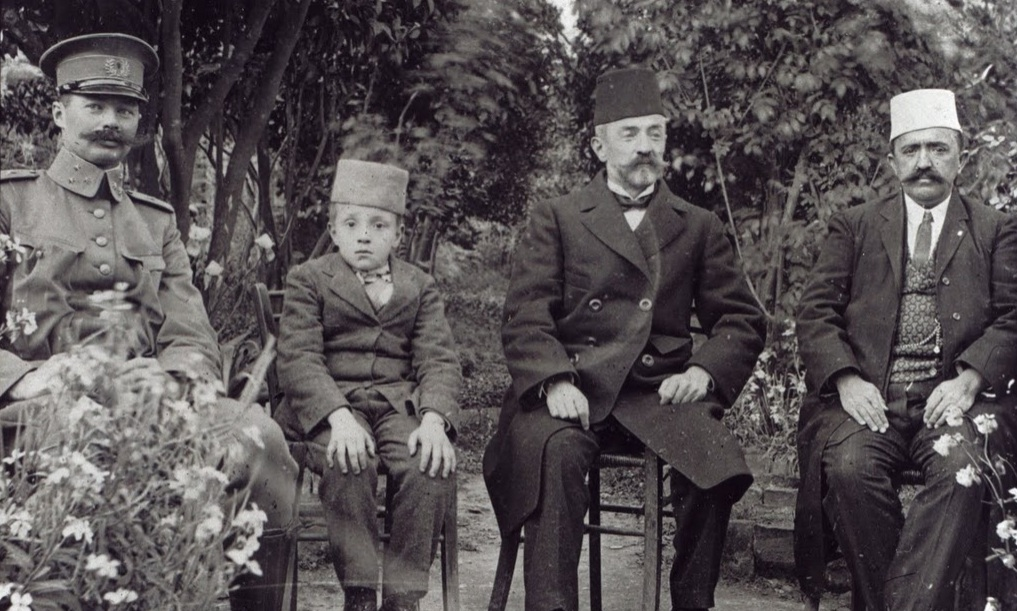
General De Veer, Ibrahim Biçakçiu als zehnjähriger Junge, Aqif Pascha Biçakçiu von Elbasan und Ali Agjah Bej von Elbasan

Ibrahim Aqif Bej Biçakçiu war der Sohn von Aqif Pascha Biçakçiu von Elbasan. Wie seine Familie war er Mitglied des Sufiordens der Bektaschi. Familienmitglieder halfen bei der Unabhängigkeitserklärung Albaniens im November 1912 mit, so dass er mit dieser Ideologie und in diesem Glauben aufwuchs.
1943 unterstützte er zusammen mit Bedri Bej Pejani und Xhafer Deva bei der Gründung eines Nationalkomitees aus zweiundzwanzig albanischen und kosovoalbanischen Persönlichkeiten, welches Albanien für unabhängig erklärte und ein Exekutivkomitee wählte, um eine vorläufige Regierung zu bilden. Nach einwöchigen Verhandlungen erklärte sich Ibrahim Biçakçiu im Sommer 1944 bereit, eine neue und kleine Regierung zu bilden. Vom 6. September 1944 bis zum 29. November 1944 war er zugleich Außenminister Albaniens.
Obwohl viele Mitglieder der Balli Kombëtar aus Albanien flohen, nachdem die Kommunisten im November 1944 die Macht übernommen hatten, entschied sich Ibrahim Bej Biçakçiu zu bleiben und erklärte, dass er lieber in seinem Geburtsland als auf fremdem Boden sterbe. Biçakçiu wurde im Jahre 1977 von den Kommunisten erschossen.